# Cadereyta Jiménez (kommun)
Cadereyta Jiménez är en kommun i Mexiko.   Den ligger i delstaten Nuevo León, i den centrala delen av landet, 700 km norr om huvudstaden Mexico City.
Följande samhällen finns i Cadereyta Jiménez:
- Cadereyta Jiménez
- La Haciendita
- San Juan
- Valle Hidalgo
- El Barco
- La Purísima
- San Juan de los Garza
- San Bartolo
- Las Palomitas
- San Lorenzo